# Walter Wolf Racing
Walter Wolf Racing (kurz: Wolf) war ein britisch-kanadisches Motorsport-Rennteam, das von 1976 bis 1979 in der Formel 1 aktiv war. Der Rennstall hatte seine Wurzeln in dem britischen Team Frank Williams Racing Cars, dessen Nachfolger er war. Besitzer war der austro-kanadische Unternehmer Walter Wolf.

## Geschichte

### Teamgründung: Williams + Hesketh = Wolf
Der im Ölgeschäft zu Reichtum gelangte Walter Wolf begann 1975, Pläne für einen Einstieg als Rennstallbesitzer in die Formel 1 zu schmieden. Im Herbst 1975 übernahm Wolf zahlreiche technische Komponenten des in Auflösung befindlichen Rennstalls Hesketh Racing, darunter einen Rennwagen vom Typ Hesketh 308C sowie Einzelteile für zwei weitere Fahrzeuge. Der italienische Konstrukteur Gian Paolo Dallara stellte im Oktober 1975 eine Verbindung zwischen Wolf und Frank Williams her, der seit 1969 einen eigenen Formel-1-Rennstall führte und nach mehreren erfolglosen Jahren vor dem wirtschaftlichen Ruin stand.
Im Dezember 1975 übernahm Walter Wolf die Anteilsmehrheit an Frank Williams Racing Cars und beglich die Schulden des Rennstalls sowie die persönlichen Verbindlichkeiten von Frank Williams. Wolf vereinte auf diese Weise die Hesketh-Komponenten mit dem Williams-Rennstall. Frank Williams, der Mitte der 1970er Jahre als „Hungerleider der Formel 1“ galt, leitete als Angestellter das Tagesgeschäft und erhielt ein jährliches Gehalt von 25.000 £.
Der neuformierte Rennstall debütierte 1976 in der Formel-1-Weltmeisterschaft. Bei den ersten drei Rennen des Jahres wurde der Rennstall noch unter der bisherigen Bezeichnung Frank Williams Racing Cars gemeldet; ab dem Großen Preis von Spanien erfolgte die Meldung als Walter Wolf Racing. Die meisten Statistiken führen den Rennstall daher ab 1976 durchgängig als Wolf und nicht (mehr) als Williams.

### 1976

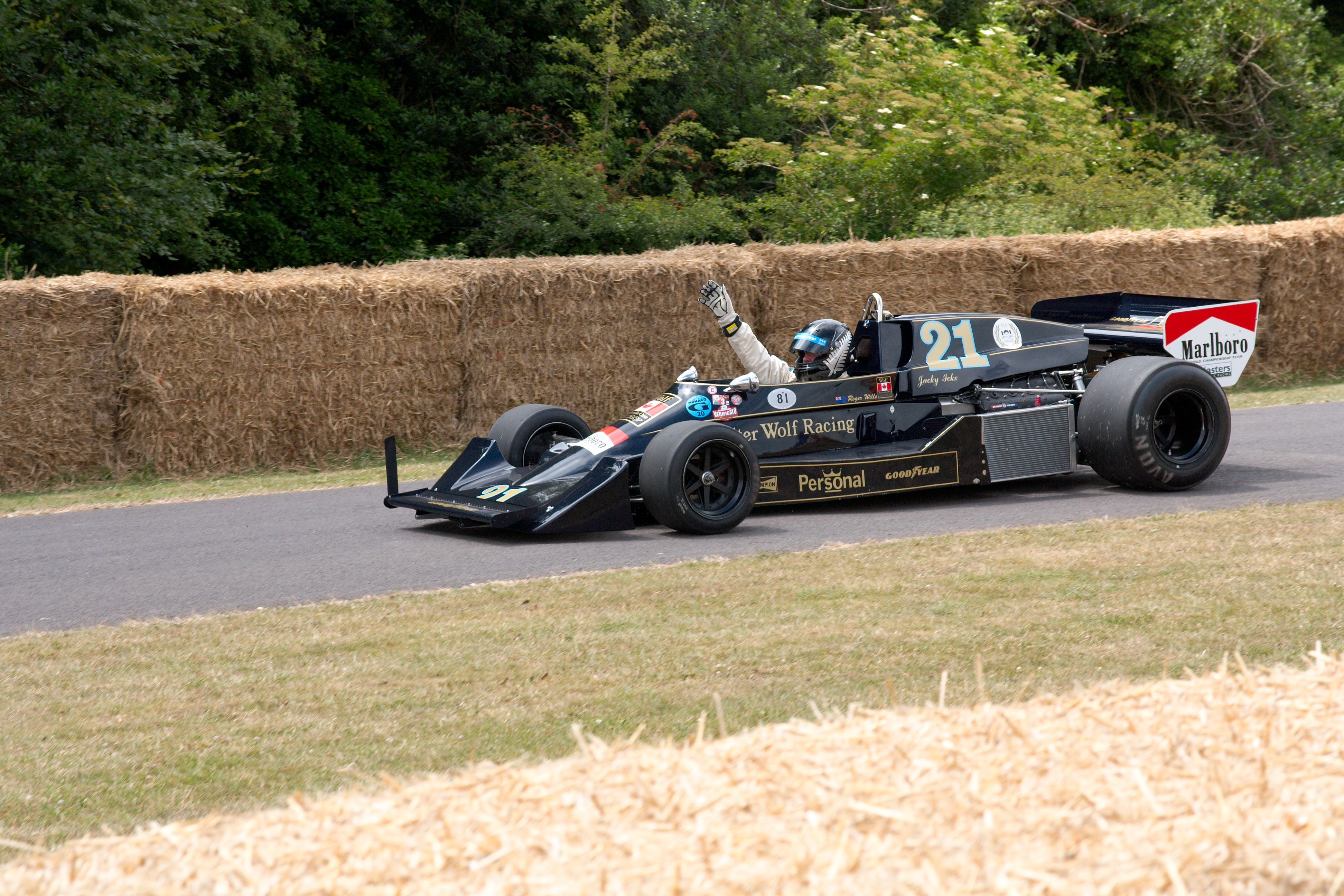
Williams FW05: Ein Hesketh 308C in Wolf-Lackierung

Das Team trat in seiner Debütsaison mit drei Fahrzeugen vom Typ Williams FW05 an. Anders als die Bezeichnung vermuten ließ, waren diese Autos keine Eigenkonstruktionen von Williams, und sie hatten auch mit den vorangegangenen Modellen der Iso-Ära nichts zu tun. Vielmehr handelte es sich um die 1975 hergestellten Hesketh 308C, die im Winter 1975/76 von Patrick Head überarbeitet worden waren. Die Überarbeitung wurde allgemein als nicht sehr effektiv angesehen. Sie machte die Wagen „nicht besser, sondern nur schwerer“.
Fahrerseitig gab es viel Bewegung im Team. Stammfahrer war zunächst Jackie Ickx, dessen Einsatz von Marlboro mit 100.000 £ unterstützt wurde. Ickx kam viermal ins Ziel. Sein bestes Ergebnis war der siebte Platz beim Großen Preis von Spanien. Dies war zugleich das beste Ergebnis des Teams in diesem Jahr. Dem Rennergebnis standen vier verpasste Qualifikationen des Belgiers gegenüber. 
Ab dem Großen Preis von Deutschland wurde Ickx durch Arturo Merzario ersetzt. Bei seinem Heimrennen, dem Großen Preis von Italien, in Monza kam es zu einem ungewöhnlichen Zwischenfall: Arturo Merzario beendete die Qualifikation mit deutlichem Rückstand als 28. und war damit nicht startberechtigt. Nach dem Qualifikationstraining stellte sich allerdings heraus, dass die vorplatzierten Fahrer Jochen Mass, James Hunt (beide McLaren) und John Watson (Penske) regelwidriges Benzin verwendet hatten. Daraufhin wurden ihre Qualifikationszeiten gestrichen, sodass Merzario auf den 25. Qualifikationsplatz aufrückte und nunmehr startberechtigt war. Daraufhin zog Williams die Meldung Merzarios zurück, sodass John Watson wieder in die Startaufstellung hineinrutschte und vom Ende des Starterfeldes aus am Rennen teilnehmen konnte. In der Motorsportliteratur hält sich die Auffassung, dass der Rückzug Merzarios auf eine finanzielle Zuwendung Penskes an Arturo Merzario zurückzuführen ist. Merzario kam bei keinem seiner Einsätze für Williams ins Ziel.
Den zweiten Wagen, der nicht durchgängig eingesetzt wurde, fuhren nacheinander fünf Fahrer:
- Für das Auftaktrennen wurde Renzo Zorzi gemeldet; er fuhr hier noch den letztjährigen Williams FW04.
- Die folgenden sieben Rennen bis zum Großen Preis von Frankreich bestritt Michel Leclère mit dem zweiten FW05.
- Für die nordamerikanischen Rennen zum Saisonende hatte Walter Wolf zunächst Chris Amon verpflichtet. Amon beteiligte sich am Qualifikationstraining zum Großen Preis von Kanada, wurde dort bei einem Unfall allerdings so schwer verletzt, dass er am Rennen selbst nicht teilnehmen konnte. Auch zum anschließenden Rennen in den USA trat Amon nicht an.
- Zum Großen Preis der USA Ost meldete Wolf einmalig den Australier Warwick Brown, der hier den einzigen Formel-1-Einsatz seiner Karriere erlebte.
- Zum letzten Rennen des Jahres in Japan wurde schließlich Masami Kuwashima gemeldet. Der Japaner nahm allerdings weder am Qualifikationstraining noch am Rennen teil: Nachdem sich seine Sponsoren vor Beginn der Veranstaltung zurückgezogen hatten, wurde der zweite Wagen kurzfristig an Hans Binder gegeben.

Im Laufe der Saison 1976 sah Wolf zunehmend in Frank Williams den Verantwortlichen für den ausbleibenden sportlichen Erfolg. Andererseits war Frank Williams über seine Stellung als Angestellter nicht zufrieden. Nach dem Großen Preis von Argentinien im Januar 1977 trennten sich Wolf und Frank Williams. Walter Wolf führte den Rennstall daraufhin ab der Saison 1977 allein weiter, während Williams zusammen mit Patrick Head einen neuen Rennstall namens Williams Grand Prix Engineering gründete, mit dem er ab 1977 ebenfalls in der Formel 1 antrat.

### 1977

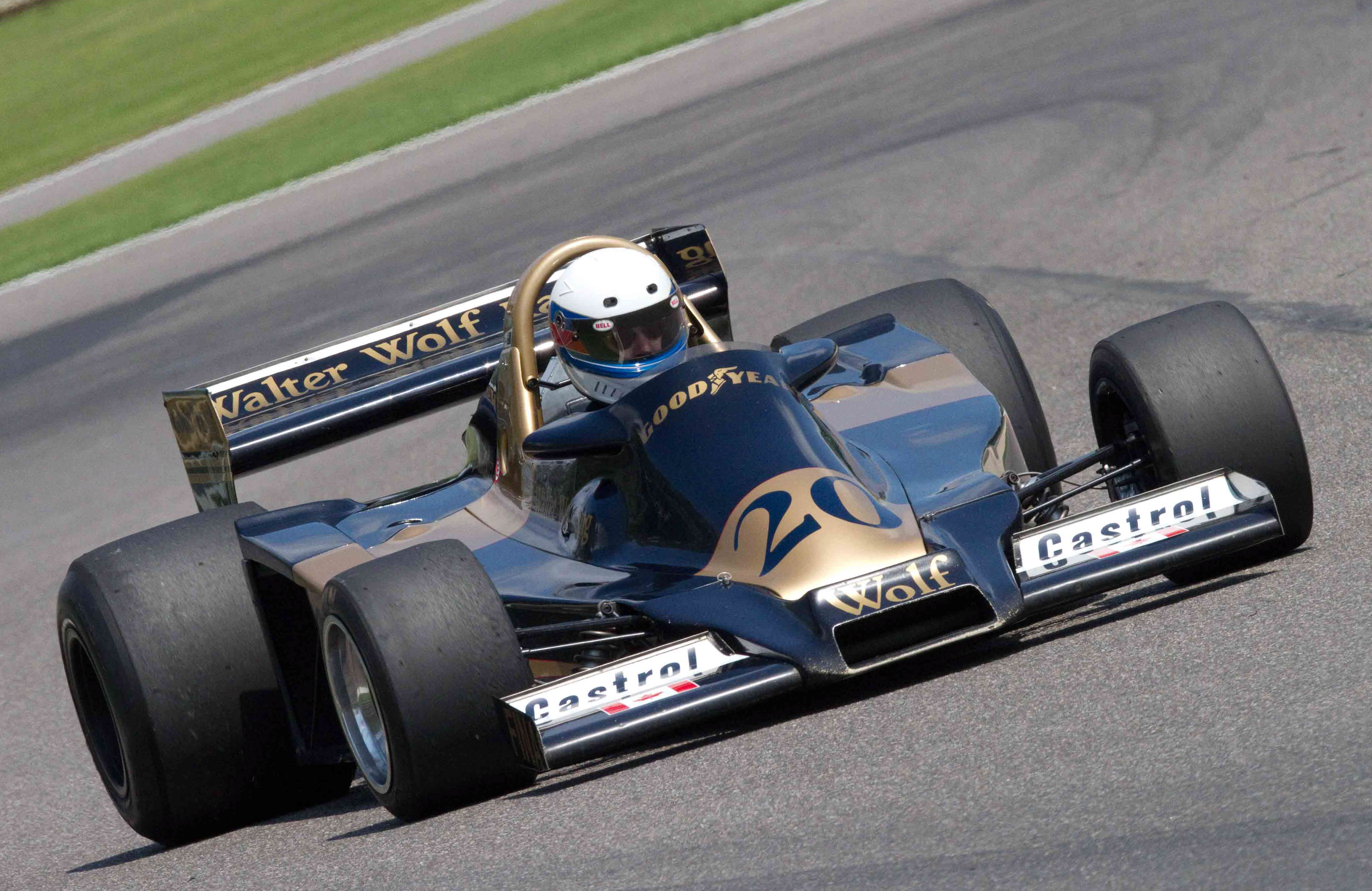
Wolf WR1

Als Teammanager verpflichtete Wolf den bei Lotus ausgeschiedenen Peter Warr, der Harvey Postlethwaite mit der Entwicklung des ersten Chassis (Wolf WR1) beauftragte. Zudem konnte Wolf den schnellen Jody Scheckter von Tyrrell abwerben, der zunächst einziger Fahrer des Teams blieb. Die Saison begann mit einem Paukenschlag: Scheckter gewann direkt das erste Rennen, zu dem das junge Team antrat – den Großen Preis von Argentinien. Auch die weitere Saison verlief äußerst erfolgreich: Es folgten zwei weitere Siege (in Monaco und Kanada) sowie einige Podestplätze und am Ende war Scheckter überraschend Vize-Weltmeister hinter dem Österreicher Niki Lauda im überlegenen Ferrari.

### 1978

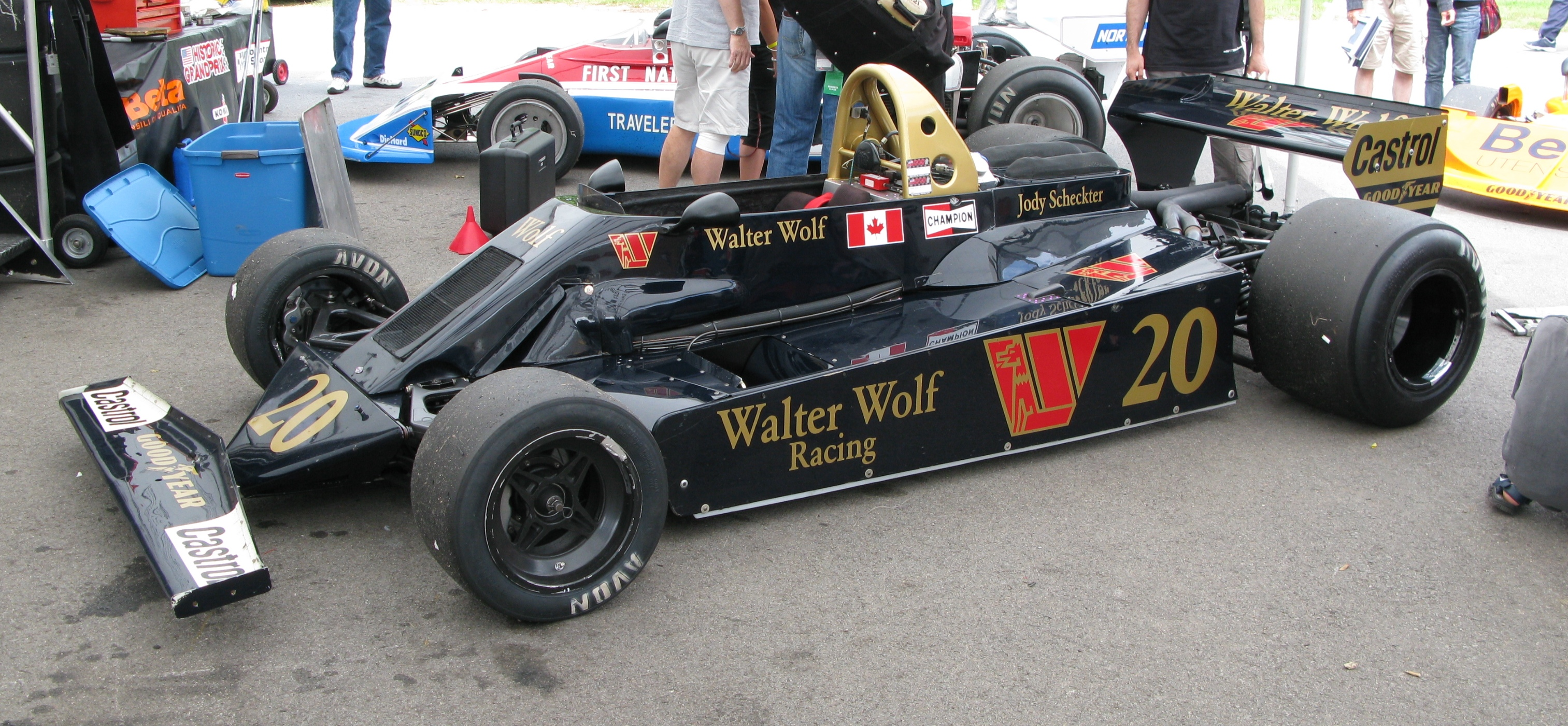
Wolf WR 6 von 1978, aufgenommen in Mont Tremblant 2009

Nach der erfolgreichen Saison 1977 zielten die Planungen Walter Wolfs für 1978 auf den Gewinn der Fahrerweltmeisterschaft. Als Fahrer blieb Jody Scheckter an Bord. Wolf Racing war in dieser Saison ganz überwiegend ein Team mit nur einem Fahrer; allein bei den Überseerennen kam der US-Amerikaner Bobby Rahal ergänzend zum Einsatz. Daneben setzte das Team Theodore Racing, das zu Beginn der Saison mit einem eigenen Auto gescheitert war, in den letzten europäischen Rennen des Jahres den Wolf WR4 für Keke Rosberg ein; 1980 fuhr der Wagen für Theodore in der Aurora F1-Series.
Das Team bestritt die Rennen der ersten Saisonhälfte mit dem bekannten WR1, ohne damit an die Leistungen des Vorjahres anknüpfen zu können. Bestes Qualifikationsergebnis war der 5. Startplatz beim Großen Preis von Südafrika, den Scheckter allerdings nicht verwerten konnte. Im Rennen fiel er in der 59. Runde nach einem Dreher aus. Beim Großen Preis von Monaco brachte Scheckter den WR1 noch einmal auf den dritten Platz.
Zum Großen Preis von Spanien erschien erstmals der neu konstruierte Wolf WR5, der erste Wolf, der auf den Ground Effect ausgelegt war. Der WR5 war ein Einzelstück, das „schnell entwickelt und schnell gebaut worden war“. Das Handling des Wagens erwies sich als problematisch. Gleichwohl gelang es Scheckter, mit dem WR5 beim Großen Preis von Deutschland als Zweiter ins Ziel zu kommen. Der Nachfolger, der WR6, erschien zum Großen Preis der Niederlande. Postlethwaite hatte auf die Probleme des WR5 vor allem mit einer größeren Spurweite reagiert; auch die Kühler wurden anders positioniert. Wolf baute zwei Exemplare des WR6. Das erste Exemplar wurde bereits bei seinem zweiten Einsatz, dem Großen Preis von Italien in Monza durch einen Unfall zerstört. Mit dem zweiten Wagen schloss Scheckter den Großen Preis von Kanada mit dem zweiten Platz ab.
Bobby Rahal fuhr beim Großen Preis der USA Ost den Wolf WR5 und kam mit ihm als 12. ins Ziel. In Kanada musste er dagegen den veralteten WR1 bewegen, der im Rennen mit einem Defekt im Benzinsystem ausfiel.
Ein Sieg war dem Team in dieser Saison nicht gelungen. Nach dem letzten Rennen verließ Scheckter das Team am Ende der Saison und ging zur Scuderia Ferrari, mit der er 1979 die Fahrerweltmeisterschaft gewann.

### 1979

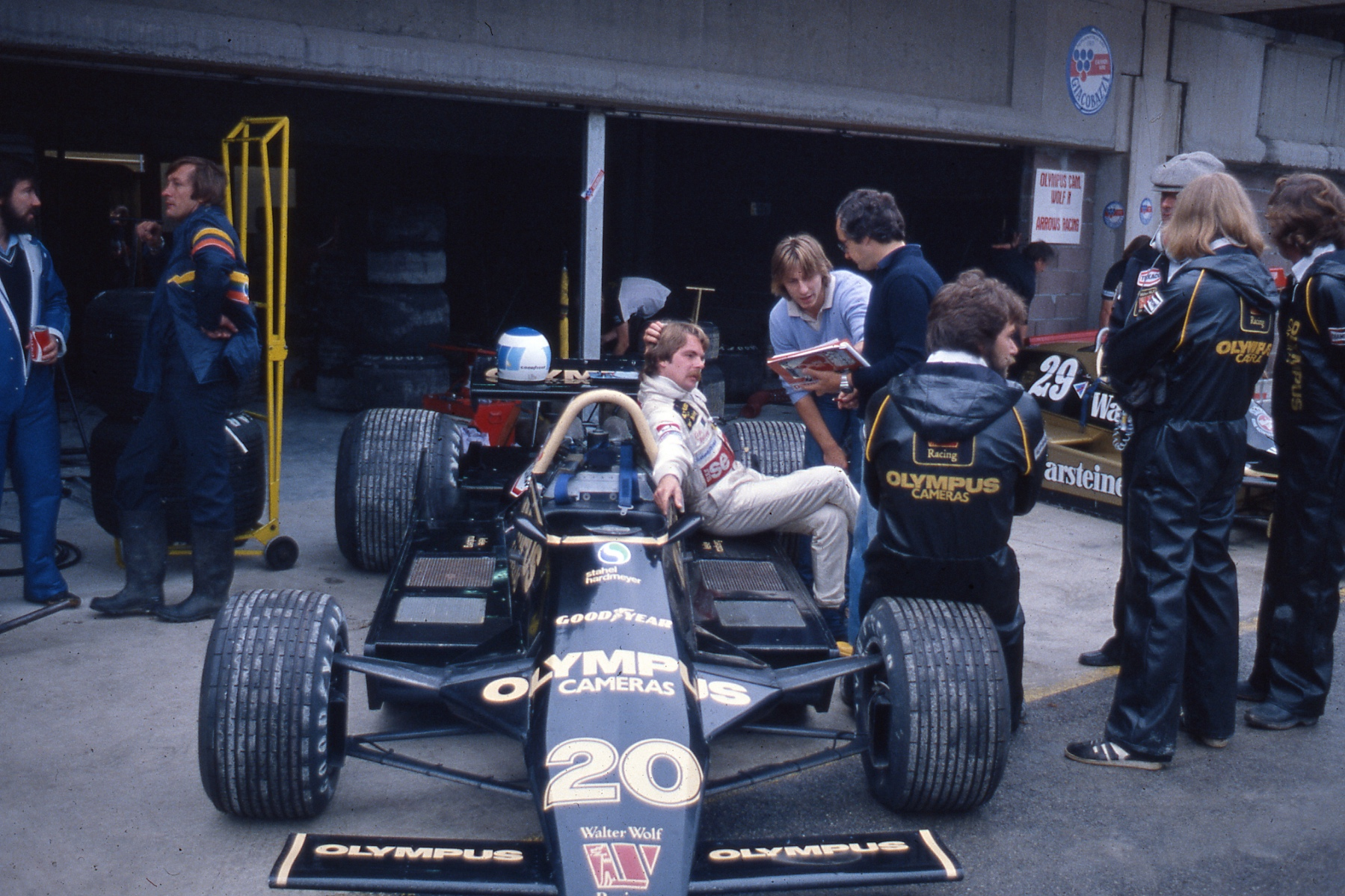
Keke Rosberg mit Mechanikern des Wolf-Teams beim Dino Ferrari Grand Prix 1979

Als Nachfolger des Südafrikaners wurde 1979 der Weltmeister von 1976, James Hunt, verpflichtet. Postlethwaite hatte dem aktuellen Trend gemäß ein modernes Wing Car gebaut, mit dem Wolf an die Erfolge von 1977 anknüpfen wollte. Es entstanden drei Exemplare, die WR7, WR8 und WR9 genannt wurden. Doch schnell stellte sich heraus, dass das neue Auto nicht schnell genug und sehr unzuverlässig war. Hunt warf, ohne einen Punkt geholt zu haben, nach dem Großen Preis von Monaco entnervt das Handtuch und erklärte seinen Rücktritt vom Motorsport. Das Team verpflichtete den zwischenzeitlich arbeitslosen Keke Rosberg als Hunts Nachfolger. Doch auch Rosberg gelang keine Wende zum Positiven; das Team blieb bis zum Saisonende punktelos.
Die Kosten auf der einen und der mangelnde Erfolg auf der anderen Seite ließen Walter Wolf die Lust am Rennsport verlieren. Er verkaufte kurzerhand sein Team inklusive des vorhandenen Materials (Fabrik und Autos) an den zweifachen Weltmeister Emerson Fittipaldi und dessen Bruder Wilson, die es mit ihrem eigenen Team Fittipaldi Automotive fusionierten und die ehemalige Wolf-Fabrik als neuen Standort nutzten, um statt wie bisher von Brasilien nun von England aus operieren zu können. Die Wolf-Modelle WR7, WR8 und WR9 brachte Fittipaldi 1980 in technisch unveränderter Form unter der Sammelbezeichnung Fittipaldi F7 an den Start, eine überarbeitete Version erschien später als Fittipaldi F8.

## Zahlen und Daten

### Statistik in der Formel 1
| Saison | Teamname                    | Chassis                          | Motor                    | Reifen | Grands Prix | Siege | Zweiter | Dritter | Poles | schn. Runden | Punkte | WM-Rang |
| ------ | --------------------------- | -------------------------------- | ------------------------ | ------ | ----------- | ----- | ------- | ------- | ----- | ------------ | ------ | ------- |
| 1976   | Walter Wolf Racing          | Williams FW05                    | Ford Cosworth DFV 3.0 V8 | G      | 13          | –     | –       | –       | –     | –            | –      | —       |
| 1977   | Walter Wolf Racing          | Wolf WR1 / WR2 / WR3             | Ford Cosworth DFV 3.0 V8 | G      | 17          | 3     | 2       | 4       | 1     | 2            | 55     | 4.      |
| 1978   | Walter Wolf Racing          | Wolf WR1 / WR3 / WR4 / WR5 / WR6 | Ford Cosworth DFV 3.0 V8 | G      | 16          | –     | 2       | 2       | –     | –            | 24     | 5.      |
| 1979   | Olympus Cameras Wolf Racing | Wolf WR7 / WR8 / WR9             | Ford Cosworth DFV 3.0 V8 | G      | 14          | –     | –       | –       | –     | –            | –      | 14.     |
| Gesamt | Gesamt                      | Gesamt                           | Gesamt                   | Gesamt | 60          | 3     | 4       | 6       | 1     | 2            | 79     |         |

### Alle Fahrer des Teams
| Name            | Jahre     | Grands Prix | Siege | Zweiter | Dritter | Poles | schn. Runden | Punkte | beste WM-Pos. |
| --------------- | --------- | ----------- | ----- | ------- | ------- | ----- | ------------ | ------ | ------------- |
| Jody Scheckter  | 1977–1978 | 33          | 3     | 4       | 6       | 1     | 2            | 79     | 2. (1977)     |
| Keke Rosberg    | 1978–1979 | 10          | –     | –       | –       | –     | –            | –      | 29. (1979)    |
| James Hunt      | 1979      | 7           | –     | –       | –       | –     | –            | –      | 27. (1978)    |
| Michel Leclère  | 1976      | 6           | –     | –       | –       | –     | –            | –      | – (1976)      |
| Arturo Merzario | 1976      | 6           | –     | –       | –       | –     | –            | –      | – (1976)      |
| Jacky Ickx      | 1976      | 4           | –     | –       | –       | –     | –            | –      | – (1976)      |
| Bobby Rahal     | 1978      | 2           | –     | –       | –       | –     | –            | –      | 33. (1978)    |
| Warwick Brown   | 1976      | 1           | –     | –       | –       | –     | –            | –      | – (1976)      |
| Hans Binder     | 1976      | 1           | –     | –       | –       | –     | –            | –      | – (1976)      |
| Renzo Zorzi     | 1976      | 1           | –     | –       | –       | –     | –            | –      | – (1976)      |
| Chris Amon      | 1976      | –           | –     | –       | –       | –     | –            | –      | 18. (1976)    |
| Gesamt          | Gesamt    | Gesamt      | 3     | 4       | 6       | 1     | 2            | 79     |               |